# Jaime Ramos
Jaime Adalberto Simões Ramos, (13 de Dezembro de 1952) é médico, especialista em Medicina do Trabalho e Medicina Geral e Familiar, empreendedor social e empresário. Natural de Miranda do Corvo, casado, pai de dois filhos e avô de cinco netos. Filho de Jaime Ramos e Natália Ramos, é irmão de Fátima Ramos (ex-Deputada do PSD na Assembleia da República). Paralelamente com a sua atividade profissional de médico e empresário, teve uma atividade política intensa na década de 1980 e 1990 e é o fundador e Presidente do Conselho de Administração da Fundação ADFP, uma IPSS, sem fins lucrativos, sediada em Miranda do Corvo. Apresenta-se como homem livre, médico, republicano, social democrata e cristão.
É autor dos livros “Não Basta mudar as moscas…” “Deus Natureza, contos para netos maiores “ Templo Ecuménico , no caminho da verdade “ “Sobressalto pela esperança , apelo a maçons e a patriotas”

## Atividade Política
Foi Deputado à Assembleia da República de 1979 a 1985 e Vice-Presidente do Grupo Parlamentar do PPD/PSD.
Exerceu o cargo de Presidente da Câmara Municipal de Miranda do Corvo, e também o de Governador Civil do Distrito de Coimbra. 
Desempenhou vários cargos políticos e partidários a nível local (Miranda do Corvo), distrital (Coimbra) e nacional, sendo um dos militantes fundadores do PSD. 
Como Deputado apresentou vários projetos de lei na área da comunicação social, saúde e ambiente. Salientam-se projetos de lei de prevenção do tabagismo, educação sexual e planeamento familiar, interrupção voluntária de gravidez,  proteção da camada de ozono e criação de rádios locais. Integrou a comissão para a legislação da condução sob o efeito do álcool. Foi alvo de dois processos disciplinares partidários : um por não respeitar a disciplina de voto sobre o aborto (votou favoravelmente à sua despenalização em determinadas circunstâncias) e de outro por defender a cooperação entre o Presidente da República, General Eanes, e o PPD/PSD.
Foi eleito, por quatro vezes, Presidente da Câmara Municipal de Miranda do Corvo, tendo transformado significativamente o concelho. Nos seus mandatos, conseguiu que Miranda do Corvo fosse um dos primeiros municípios a nível nacional com uma taxa de abastecimento de água de 100%. A criação da Zona Industrial e a construção de inúmeros acessos dentro do concelho e de ligação aos municípios vizinhos, são outros dos projectos que valorizam, em muito, o seu desempenho como autarca.    
Enquanto Governador Civil, ficou conhecido pela intransigente defesa da região de Coimbra, com inúmeras tomadas de posição públicas que em muito ajudaram o distrito de Coimbra.    
Afastou-se da atividade político-partidária em 2001. 
É autor dos livros “Não Basta mudar as moscas…” “Deus Natureza, contos para netos maiores “ Templo Ecuménico , no caminho da verdade “ “Sobressalto pela esperança , apelo a maçons e a patriotas”

## Atividade Cívica e Fundação ADFP - Assistência, Desenvolvimento e Formação Profissional
Como voluntário, fundou a ADFP (Assistência, Desenvolvimento e Formação Profissional) em Novembro de 1987, IPSS que passou a Fundação em 2015. Convidado a presidir à instituição, sediada em Miranda do Corvo, aceitou o repto, mantendo essas funções até ao presente. A Fundação ADFP investe em pessoas com bondade, detetando-lhes talentos especiais que possibilitarão a sua integração na comunidade. É a entidade criadora do Parque Biológico da Serra da Lousã e do Templo Ecuménico Universalista. Trata-se de uma Instituição de Solidariedade Social, sem fins lucrativos, com estatuto de utilidade pública, que prossegue a atividade da Associação para o Desenvolvimento e  Formação Profissional. A ADFP Investe em pessoas através da criação e inovação de respostas sociais, orientadas para o convívio intergeracional, a integração de pessoas com deficiência ou doença mental. 
A integração de minorias étnicas e promoção do desenvolvimento local sustentado são outros do seu vasto e ambicioso leque de objectivos.
O objectivo principal da Fundação ADFP é a solidariedade social, contribuindo para a formação de deficientes e doentes mentais, apoiando doentes crónicos, crianças, jovens, mulheres grávidas ou com filhos, vítimas de maus tratos, refugiados, sem abrigo e idosos. 
É uma Fundação cívica nascida da livre iniciativa de cidadãos. Não foi criada por um benfeitor, dador, empresa ou pelo Estado. Os órgãos sociais, desde o Conselho de Administração até ao Conselho Estratégico, são desempenhados em regime de voluntariado não remunerado. 
Trata-se de uma Fundação comunitária: aposta no desenvolvimento sustentável através da coesão social no seu território de influência. Inova para gerar emprego, aumentar receitas e defender valores civilizacionais. É uma Fundação Filantrópica que promove o amor, o bem-estar e a felicidade, favorecendo a criação de organizações culturais, recreativas e desportivas. Apoia diversos movimentos cívicos regionais, clubes e secções com autonomia: o Clube da Mulher, Secção de Futsal Viveiro, Columbofilia, Clube de Caminheiros, Centro Hípico, Real Confraria da Matança do Porco, a AJA – Associação de Jovens, etc. O objectivo da Fundação ADFP não é diagnosticar deficiência. A sua prioridade é descobrir e valorizar talentos em pessoas com desvantagens.
Em 2016 foi criado o Trivium, dedicado à Liberdade, Igualdade e Fraternidade . O Trivium ficou concluído com a edificação de um Templo Ecuménico e Universalista, incluindo o Parque Biológico, o Espaço da Mente e um museu etnográfico dedicado à evolução da vida e do conhecimento.Jaime Ramos fundou também o Jornal regionalista “Mirante” e a “Rádio Dueça”, estação pirata propriedade da Associação Rádio Livre de Miranda do Corvo.
Empresário e empreendedor
Como empresário, fundou a “Cruz Branca , Segurança, Higiene e Saúde no Trabalho, Lda”, empresa familiar de que é sócio gerente e ainda Hotel Parque Serra da Lousã,  D´Natureza-Saboaria da Serra,  Beira Cruz e como Presidente da Fundação ADFP está envolvido na salvação, com reinvenção, do Colégio de S. Martinho SA. Criou muitas outras organizações como Cooperativa Mirante, Jornal Mirante , Rádio Dueça e múltiplas associações sem fins lucrativos de promoção e defesa de valores de interesse publico .
A nível da administração publica foi Presidente da Administração Regional de Saúde de Coimbra (1983) - tendo desenvolvido um intensa atividade que permitiu a abertura de serviços  de urgência, de Rx e extensões médicas em vários concelhos do Distrito de Coimbra tendo aberto os hospitais de Pampilhosa e de Penela -  da ARS da Região Centro (1994/95), e delegado regional do SPTT, Serviço de Prevenção e Tratamento da Toxicodependência (1993). 
Fundador e porta-voz do Movimento Cívico de Coimbra, Góis, Lousã e Miranda, tem sido um defensor incansável e entusiasta da conclusão das obras do Ramal da Lousã / Metro Mondego. 
Livros publicados
É, também, autor dos livros 
- «Não basta mudar as moscas» (2 edições em 2011), onde apresentou centenas de propostas para o futuro de Portugal;
- em 2015 publicou «Deus Natureza : Contos exemplares para netos maiores».[6] e
- em 2023 edita »Sobressalto pela Esperança : Apelo a Maçons e a Patriotas'»" como sendo " um manifesto pelo país que merecemos – e podemos – ter."[7].

" (...) Este Homem é um lutador. Este Homem olha com um bisturi sociológico o meio em que se inseriu desde a nascença. Pesquisa e estuda os seus. Altivo, cabeça erguida, lutador, defensor dos seus pontos de vista, às vezes, parece que se transfigura em fortaleza impenetrável, mas também se muda, de súbito, em alguém que sua, ternamente, as estopinhas, para levar a nau a bom porto fazendo soprar ventos de bondade. Já o vi a transpirar, a trabalhar no terreno, a pensar e a executar de forma vertiginosa. Já o vi a escrever, no presente, o futuro, porque tem marcas de Vanguardista, de Futurista. Luta. Defende. Reclama. Manifesta-se. Faz. Manda fazer. Lidera. Revolucionou o Parlamento com leis jovens quando era jovem deputado. Mudou a face da pequena vila onde nasceu (Miranda do Corvo) e que é nossa, dos dois: Fê-la grande. E faz. E sonha. E volta a fazer e volta a sonhar. Sonhou e desenvolve uma obra social e assistencial de integração quase ímpar. Promove, e citamo-lo, DESENVOLVIMENTO INCLUSIVO numa Associação de Desenvolvimento e Formação Profissional, obra que quem a visita fica maravilhado com o que ali observa. Criou o Parque Biológico da Serra da Lousã. Sonha. Faz. Lidera. Ambiciona. Defende os interesses da Nossa Terra. Foi Deputado ao Parlamento. Foi presidente do município. Foi Governador Civil de Coimbra. É médico. Chama-se JAIME RAMOS..." Coelho, Sansão (2014).

## Prémios Jaime Ramos e Fundação ADFP

### Prémios Nacionais
2007 – 1º Prémio Nacional na Categoria de investimento Humano do European Enterprise Awards, IAPMEI, Ministério da Economia, para o Projeto Quinta da Paiva/Parque Biológico da Serra da Lousã. Representamos Portugal na competição a nível europeu.
2010 - 1º Prémio Nacional Hospital do Futuro, ao Projeto Diferente/IgualMENTE (respostas integradas na Doença Mental incluindo apoio domiciliário)
2010 – Prémio Dirigente do Ano, pela Socialgest, para o Presidente do Conselho de Administração Dr. Jaime Ramos
2011 - Premio de 50 mil euros atribuído pelo BPI Capacitar, para a construção de um Lar de Apoio para jovens sem abrigo e portadores de deficiência, em formação
2012 – Prémio de 75 mil euros atribuído pela EDP Solidária, para a realização de um Fumeiro e Queijaria no Parque Biológico da Serra da Lousã, na lógica de integração de pessoas portadoras de deficiência e doença mental
2012 – 1º Premio Damião de Góis, de empreendedorismo social, no valor de 10 mil euros, atribuído pela Embaixada do Reino dos Países Baixos e Instituto Português de Corporate Governance, ao Parque Biológico da Serra da Lousã
2012 - 1º Prémio Nacional Hospital do Futuro, ao Projeto Parque Biológico da Serra da Lousã, categoria Serviço Social
2013 - Louvor da Câmara Municipal de Miranda do Corvo pelo 1º Prémio Nacional Hospital do Futuro ao Parque Biológico da Serra da Lousã
2013 - Louvor da Câmara Municipal de Miranda do Corvo pelo Prémio Damião de Góis ao Parque Biológico da Serra da Lousã
2013 – 1º Prémio Cooperação e Solidariedade António Sérgio, ao Projeto Parque Biológico da Serra da Lousã, na categoria de Boa Práticas, atribuído pela Cooperativa António Sérgio para a Economia Social
2013 – 2º Prémio Nacional Hospital do Futuro, ao Projeto Inclusão(mais)Oportunidade, no âmbito da Formação Profissional/Centro de Atividades Ocupacionais, na categoria Serviço Social
2014 – Menção Honrosa do Prémio INSEAD, atribuído pela INSEAD - The Business Scholl for the World (Portugal) ao Dr. Jaime Ramos, Presidente do Conselho de Administração, enquanto empreendedor social no projeto Parque Biológico da Serra da Lousã.
2014 – O Parque Biológico da Serra da Lousã com Templo Ecuménico universalista, referenciado pela Comissão Nacional da UNESCO como candidato ao Prémio Unesco-Madanjeet Singh para a Promoção da Tolerância e da Não-Violência.
2014 – A ADFP foi seleccionada para o Minuto Solidário, promovido pela Fundação Montepio, e que permite a realização de um spot publicitário a divulgar na SIC.
2014 – 1º Prémio para o video “FELIZmina no país das maravilhas”, pela Federação Nacional de Entidades de Reabilitação de Doentes Mentais – FNERDM
2015 – O Parque Biológico da Serra da Lousã foi considerado pelo Jornal Expresso uma das seis maravilhas da Região Centro.
2015 - 1º Prémio de Inovação Social, para o projecto “Mãos Cheias de Saberes e Sabores. Queijaria e Fumeiro” na vertente Sustentabilidade, do concurso “Mãos Dadas – Comunidade e Solidariedade no Feminino”,  atribuído pela APGICO (Associação Portuguesa de Criatividade e Inovação) e pela SIUP (Soroptimist Internacional União de Portugal)
2015 – Projeto Mentes Brilhantes vence o Concurso “Todos queremos um bairro melhor”, organizado pela EDP e Revista Visão com o alto patrocínio da Presidência da República
2015 – Menção Honrosa do Prémio Nunes Correa Verdades de Faria, atribuída pela santa Casa da Misericórdia de Lisboa à Fundação ADFP na categoria de Cuidados e carinho Dispensados aos Idosos Desprotegidos
2015 – Menção Honrosa do Prémio Maria José Nogueira Pinto, atribuído pela MSD - Merck Sharp & Dohme, ao Projeto Mentes Brilhantes
2015 - Fundação Repsol atribui 6 mil euros à FundaçãoADFP no âmbito do programa “Mais que palavras”
2015 – Prémio Manuel António da Mota, com o valor de 50 000 euros, atribuído pela Fundação Manuel António da Mota, ao Projeto Mentes Brilhantes
2016 – Prémio Acesso Cultura Integrado (Acessibilidade física, social e intelectual), atribuído pela associação Acesso Cultura, ao Projeto Parque Biológico da Serra da Lousã / Espaço da Mente
2016 - Prémio “Homenagem à Excelência” à Fundação ADFP, pela Associação dos Antigos Estudantes de Coimbra

### Prémios para Universidade Sénior da Fundação ADFP
2007 – 2º Prémio Nacional do Concurso de Cultural Geral da Rutis (Rede de Universidades Seniores) em Santarém
2008 - 3º Prémio Nacional do Concurso de Cultural Geral da Rutis (Rede de Universidades Seniores) em Lisboa
2009 - 1º Prémio Nacional do Concurso de Cultural Geral da Rutis (Rede de Universidades Seniores) em Loures
2009 - Louvor da Câmara Municipal de Miranda do Corvo pelo Movimento de Cidadania para a recuperação do Tesouro de Chão de Lamas
2010 - 3º Prémio Nacional no Concurso de Cultura Geral promovido pela RUTIS (Rede de Universidades Seniores) em Miranda do Corvo
2011 - 1º Prémio do Festival de Grupos Musicais em Abrantes.
2011 - Louvor da Câmara Municipal de Miranda do Corvo pelo 1º Prémio do Festival de Grupos Musicais em Abrantes.
2012 - 1º Prémio do Festival de Grupos Musicais em Valpaços.
2012 - Louvor da Câmara Municipal de Miranda do Corvo pelo 1º Prémio do Festival de Grupos Musicais em Valpaços.
2013 – 3º Prémio no Concurso de Cultura Geral da RUTIS (Rede de Universidades Seniores) em Gondomar. 
2013 - Louvor da Câmara Municipal de Miranda do Corvo pelo 3º Prémio no Concurso de Cultura Geral da RUTIS, em Gondomar.
2016 – 3º Prémio no Concurso de Cultura Geral da RUTIS (Rede de Universidades Seniores) em Vila Pouca de Aguiar.

### Prémios para valências Infância e Juventude da Fundação ADFP
2001/2002 - Atribuição de 4 prémios, a quatro alunos (ATL), incluindo o 1º Prémio (Material didático e Curso de Inglês) atribuído pelo  Diário de Coimbra, no âmbito do concurso “Regresso às aulas”.
2004/2005 a 2009 - Atribuição de várias menções honrosas, pela ANACED, em diversos Concursos Nacionais de Postais de Natal (seleção de desenhos de utentes com deficiência parar integrem a coleção e exposição de postais de Natal)
2008/2009 - 1º prémio no valor de 500€ (atribuído a jovens com deficiência) e 2º prémio 300€ (às crianças do Lar de Infância e Juventude), no Concurso de Desenho e Pintura/2008, promovido pela Associação Nacional de CCD,s  (Centro de Cultura e Desporto dos Trabalhadores da Segurança Social do Distrito de Coimbra). 
2008/2009 - Vários prémios individuais (material escolar) atribuídos a 12 alunos dos 6/9 anos (Atividades de Tempos Livres), e  à professora, no Concurso Nacional de Pintura e Desenho “Nori e SpogeBob e a Protecção do Ambiente patrocinado pela STAEDTLER e EBERHARD FABER, com o apoio da APECV (Associação de Professores de Expressão e Comunicação Visual) e Jardim Zoológico de Lisboa. 
2009/2010 - 1º Prémio, no Concurso de trabalhos inseridos no concurso do projeto “Integração das diferenças Mulher”,  Março de 2010 (atribuído a uma aluna portadora de deficiência), no valor de 100€.
2011 – A Fundação ADFP beneficiou da Campanha “Mealheiro BES Júnior”, promovido pelo Banco Espírito Santo e a Entreajuda – Projetos Solidários, com kits escolares para 44 crianças
2011/2012 – Seleção de desenho coletivo, a nível a nacional (realizado pelos alunos do LIJ), sobre a imagem que os alunos têm dos seus professores, para integrar  uma coleção de 12 pacotes de açúcar, a distribuir por todo o país, promovido pela  FENPROF, em parceria com a Delta Cafés. 
2011/2012 – 2º Prémio em concurso a nível nacional, (material didático e jogos) atribuído a um trabalho de Banda Desenhada, realizado por alunos do CAEI/LIJ, 7º ano, no concurso de Banda Desenhada - Gripe às Tirinhas, promovido pelo projeto Gripenet e Instituto Gulbenkian para a Ciência da Fundação Calouste Gulbenkian - Lisboa.
2012 - Uma jovem residente no Lar de Apoio á Vida e á Mulher, a formanda no CEARTE, obteve o primeiro lugar nacional no Campeonato de Profissões, EUROSKILLS Portugal, em Serviço de Mesa, e Medalha de Ouro de Excelência a nível Europeu, disputado em Francforchamps (Bélgica).
2012 – Jovens do Lar de Infância e Juventude ganham concurso de desenho promovido pela FENPROF e Cafés Delta, e vêm o seu trabalho representado numa coleção de pacotes de açúcar
2014 – Lar de Infância e Juventude recebe o prémio da Missão Sorriso no valor de 12.500,00€ para o projeto “SEI – Saúde, Educação e Integração”, para a criação de um parque infantil, uma horta, alfaias, gaiola/capoeira, e arranjos exteriores da Residência Fraternidade e Residência Ternura.
2014 – Lar de Infância e Juventude vence o programa Dá mais ao Mundo no Rock in Rio, promovido pela Entreajuda, Caixa Geral de Depósitos e a Saír da Casca, para equipar uma sala de estudo (2000 € em equipamento)
2014 – Mentes Brilhantes vence Concurso Anual de Ideias para Jovens– Mundar – Programa Escolhas, promovido pela Fundação Calouste Gulbenkian (2500 € em despesas)
2016 – Centro Infantil de Miranda do Corvo é reconhecido como Escola Associada da UNESCO pela Rede Internacional da UNESCO

### Prémios para Desporto da Fundação ADFP
2004 - Portugal esteve pela primeira vez representado em equitação adaptada nos Paralímpicos de Atenas com uma equipa do Centro Hípico da ADFP.
2005 – Louvor da Câmara Municipal de Miranda do Corvo ao Centro Hípico pela representação nos Jogos Paralímpicos de Atenas
2009 – Louvor da Câmara Municipal de Miranda do Corvo ao Centro Hípico pelo contributo para o fomento do desporto no concelho
2009 – Louvor da Câmara Municipal de Miranda do Corvo ao Clube de Caminheiros pelo contributo para o fomento do desporto no concelho

### Prémios para o Hotel Parque Serra da Lousã
2016 – Recebe um Guest Review Award 2015, atribuído pela Booking, através da pontuação de clientes (média 9.4)

## Ligações Externas
- Jaime Ramos
- Fundação ADFP
- Parque Biológico da Serra da Lousã
- Hotel Parque Serra da Lousã